# Kwas nadtlenodisiarkowy
Kwas nadtlenodisiarkowy (kwas nadsiarkowy), H
2S
2O
8 – nieorganiczny związek chemiczny z grupy kwasów tlenowych. Otrzymywany przez elektrolityczne utlenianie kwasu siarkowego na elektrodach platynowych. Sole tego kwasu to nadsiarczany (np. nadsiarczan amonu).

## Właściwości
- stosunkowo trwały w suchym powietrzu
- bezbarwna substancja krystaliczna o silnych własnościach utleniających
- reaguje wybuchowo z substancjami organicznymi
- w roztworach wodnych ulega hydrolizie w której wyniku powstaje kwas nadtlenosiarkowy (kwas Caro, H
2SO
5)

## Zastosowanie
- do produkcji barwników
- w analizie chemicznej
- jako półprodukt do otrzymywania nadtlenku wodoru (pod wpływem wody ulega rozkładowi z wydzieleniem H2O2)